# 下八寨乡
下八寨乡，是中华人民共和国四川省阿坝藏族羌族自治州松潘县下辖的一个乡镇级行政单位。

## 行政区划
下八寨乡下辖以下地区：
血洛村、格丫村和纳洛村。